# Tljaratinskij rajon
Il Tljaratinskij rajon (in russo Тляратинский район?) è un municipal'nyj rajon della Repubblica autonoma del Daghestan, in Caucaso.